# سيورن
سيورن (بالإنجليزية: Seehorn)‏ هو أحد جبال سلسلة جبال الألب بينيني ويقع في كانتون فاليز في سويسرا. يحتل المرتبة رقم 331 في قائمة جبال سويسرا من حيث الارتفاع، إذ يبلغ ارتفاعه حوالي 2434 متر، بينما يبلغ ارتفاع نتوء الجبل 567 متر.